# Druhá vláda Roberta Fica
Druhá vláda Roberta Fica byla v letech 2012–2016 vláda na Slovensku. Jmenována byla 4. dubna 2012 na zahajovacím zasedání Národní rady SR. Předsedou vlády byl Robert Fico, předseda nejsilnější parlamentní strany SMER – sociálna demokracia, která zvítězila v předčasných parlamentních volbách, které se uskutečnily 10. března 2012. Po parlamentních volbách v roce 2016 byla 23. března toho roku nahrazena třetí Ficovou vládou.
Vládu tvořilo 15 členů (12 ze strany SMER-SD a 3 nestraníci). Oproti předchozí vládě byla vypuštěna funkce místopředsedy vlády pro lidská práva a národnostní menšiny a došlo k vytvoření funkce místopředsedy vlády pro hospodářství a ekonomiku.
6 členů vlády (Čaplovič, Fico, Jahnátek, Lajčák, Maďarič a Richter) patřilo mezi bývalé členy Komunistické strany Slovenska, slovenské buňky KSČ. Pro porovnání, ve Ficově první vládě bylo bývalých členů KSS 11 z celkového počtu 16 ministrů.

## Složení vlády
| Úrad                                                      | Člen vlády                      | Strana | Strana            | Nástup do úřadu    | Odchod z úřadu     |
| --------------------------------------------------------- | ------------------------------- | ------ | ----------------- | ------------------ | ------------------ |
| Předseda vlády                                            | Robert Fico                     |        | SMER-SD           | 4. dubna 2012      | 23. března 2016    |
| Místopředseda vlády Ministr pro investice a informatizaci | Ľubomír Vážny                   |        | SMER-SD           | 4. dubna 2012      | 23. března 2016    |
| Místopředseda vlády Ministr vnitra                        | Robert Kaliňák                  |        | SMER-SD           | 4. dubna 2012      | 23. března 2016    |
| Místopředseda vlády Ministr zahraničních věcí             | Miroslav Lajčák                 |        | nestr. za SMER-SD | 4. dubna 2012      | 23. března 2016    |
| Místopředseda vlády Ministr financí                       | Peter Kažimír                   |        | SMER-SD           | 4. dubna 2012      | 23. března 2016    |
| Ministr obrany                                            | Martin Glváč                    |        | SMER-SD           | 4. dubna 2012      | 23. března 2016    |
| Ministr dopravy, výstavby a regionálního rozvoje          | Ján Počiatek                    |        | SMER-SD           | 4. dubna 2012      | 23. března 2016    |
| Ministr spravedlnosti                                     | Tomáš Borec                     |        | nestr. za SMER-SD | 4. dubna 2012      | 23. března 2016    |
| Ministr práce, sociálních věcí a rodiny                   | Ján Richter                     |        | SMER-SD           | 4. dubna 2012      | 23. března 2016    |
| Ministr(yně) zdravotnictví                                | Zuzana Zvolenská                |        | nestr. za SMER-SD | 4. dubna 2012      | 6. listopadu 2014  |
| Ministr(yně) zdravotnictví                                | Viliam Čislák                   |        | SMER-SD           | 6. listopadu 2014  | 23. března 2016    |
| Ministr hospodářství                                      | Tomáš Malatinský                |        | nestr. za SMER-SD | 4. dubna 2012      | 3. července 2014   |
| Ministr hospodářství                                      | Pavol Pavlis                    |        | SMER-SD           | 3. července 2014   | 6. května 2015     |
| Ministr hospodářství                                      | Peter Kažimír (pověřen řízením) |        | SMER-SD           | 6. května 2015     | 16. června 2015    |
| Ministr hospodářství                                      | Vazil Hudák                     |        | SMER-SD           | 16. června 2015    | 23. března 2016    |
| Ministr zemědělství a rozvoje venkova                     | Ľubomír Jahnátek                |        | SMER-SD           | 4. dubna 2012      | 23. března 2016    |
| Ministr životního prostředí                               | Peter Žiga                      |        | SMER-SD           | 4. dubna 2012      | 23. března 2016    |
| Ministr školství, vědy, výzkumu a sportu                  | Dušan Čaplovič                  |        | SMER-SD           | 4. dubna 2012      | 3. července 2014   |
| Ministr školství, vědy, výzkumu a sportu                  | Peter Pellegrini                |        | SMER-SD           | 3. července 2014   | 25. listopadu 2014 |
| Ministr školství, vědy, výzkumu a sportu                  | Juraj Draxler                   |        | nestr. za SMER-SD | 25. listopadu 2014 | 23. března 2016    |
| Ministr kultury                                           | Marek Maďarič                   |        | SMER-SD           | 4. dubna 2012      | 23. března 2016    |

### Počet členů podle navrhujících subjektů
| - SMER-SD | 15 |